# Emmanuel Ogbah
Emmanuel Ikechukwu Ogbah (Lagos, 6 novembre 1993) è un giocatore di football americano nigeriano che milita nel ruolo di defensive end per i Jacksonville Jaguars della National Football League (NFL).

## Carriera universitaria
Ogbah al college giocò alla Oklahoma State University dal 2012 al 2015. Nel 2014 fu premiato come defensive lineman dell'anno della Big 12 Conference.

## Carriera professionistica

### Cleveland Browns
Ogbah fu scelto nel corso del secondo giro (32º assoluto) nel Draft NFL 2016 dai Cleveland Browns. Debuttò come professionista partendo come titolare nella gara del primo turno contro i Philadelphia Eagles mettendo a segno un tackle. La sua stagione da rookie si concluse con 53 tackle e 5,5 sack, disputando tutte le 16 partite come titolare.

### Kansas City Chiefs
Ogbah fu scambiato con i Kansas City Chiefs il 1º aprile 2019 per la safety Eric Murray. Nella settimana 3 contro i Baltimore Ravens mise a segno 1,5 sack su Lamar Jackson nella vittoria per 33–28. Nella settimana 10 subì un infortunio al petto che gli fece perdere il resto della stagione. Chiuse l'annata con 32 tackle e pareggiò il suo primato personale di 5,5 sack. Senza Ogbah i Chiefs vinsero il Super Bowl LIV contro i San Francisco 49ers.

### Miami Dolphins
Il 17 marzo 2020 Ogbah firmò con i Miami Dolphins un contratto biennale del valore di 15 milioni di dollari. Il 13 marzo 2022 firmò un nuovo contratto quadriennale del valore di 65,4 milioni di dollari.

### Jacksonville Jaguars
Il 27 aprile 2025 Ogbah firmò con i Jacksonville Jaguars un contratto annuale del valore di 5 milioni di dollari.

## Palmarès
- Super Bowl : 1

Kansas City Chiefs: LIV
- American Football Conference Championship: 1

Kansas City Chiefs: 2019